# Beleg van Nijmegen (1794)
Het Beleg van Nijmegen tijdens de Eerste Coalitieoorlog vond plaats van 27 oktober tot 8 november 1794 in het kader van de Franse veldtocht in de Nederlanden. Het was de laatste grote militaire confrontatie tussen de strijdkrachten van de Revolutionaire Eerste Franse Republiek en de reactionaire Eerste Coalitie van Europese monarchen inclusief prins Willem V van Oranje-Nassau, voorafgaand aan de val van de Republiek der Zeven Verenigde Nederlanden in januari 1795, waarover Willem sinds 1751 als erfstadhouder had geregeerd. Als opperbevelhebber van het Staatse leger droegen zijn besluiteloosheid, meermaals wijzigende tactiek en gebrek aan coördinatie met zijn Engels-Hannoverse, Hessische, Pruisische en Oostenrijkse bondgenoten bij aan de uiteindelijke overgave van Nijmegen aan de Franse revolutionairen.

## Achtergrond
In de patriottentijd had stadhouder Willem V van Oranje-Nassau nog zijn toevlucht gezocht in Nijmegen toen hem in 1785 het commando van het Haagse garnizoen werd ontnomen. Na de Aanhouding bij Goejanverwellesluis in 1787 intervenieerde het Pruisische leger en verdreef de patriotten, die naar Frankrijk vluchtten of zich vermomden als leesgenootschappen, waarop Willem V Nijmegen weer verruilde voor Den Haag en zijn stadhouderlijk stelsel versterkte.
In de zomer van 1794 keerden de kansen toen Franse revolutionaire troepen in de Oostenrijkse Nederlanden stelselmatig overwinningen behaalden op de strijdkrachten van de anti-Franse reactionaire Eerste Coalitie, waaraan ook Willem V's zoon Frederik, de erfprins van Oranje, een Staats contingent bijdroeg. De Pruisen en Oostenrijkers vluchtten naar het Rijnland, terwijl de Brits-Hannoverse, Hessische en Staatse troepen zich verder noordwaarts terugtrokken om de Republiek te verdedigen.

## Verloop

### Opmars naar Nijmegen
De Nijmeegse tijdgenoot Jan van Hulst hield in zijn dagboek een gedetailleerd verslag bij van hoe de belegering verliep. Op 3 oktober werd er door de Staatsen een drijvende brug over de Waal bij Nijmegen gelegd om troepen makkelijker te kunnen verplaatsen. Die dagen kwamen en gingen compagnieën uit verschillende landen af en aan en de stadhouder en zijn twee zonen lieten zich meerdere keren zien. De Fransen kwamen steeds dichterbij en er vonden meerdere kleine veldslagen en schermutselingen plaats bij voorposten ten zuiden van Nijmegen, terwijl men de stad en omliggende schansen verder versterkte. Het Franse Armée du Nord onder leiding van generaal Jean-Charles Pichegru, bijgestaan door het Bataafs Legioen onder de patriottische brigade-generaals Herman Willem Daendels en Jan Willem de Winter, dwong de orangistische troepen 's-Hertogenbosch over te geven op 12 oktober na een drie weken durende belegering.
Pichegru werd kort daarop ziek en vertrok naar Brussel om te herstellen. Zijn vervanger Moreau stak met een divisie op 18 of 19 oktober de Maas over bij Teeffelen, gevolgd door een divisie onder Joseph Souham. Er werd gevochten bij Puiflijk, Appeltern, Dreumel, Batenburg en Winssen tussen de Franse troepen, naar verluidt 20.000 man sterk, en twee Engelse regimenten (waarvan er een krijgsgevangen werd genomen (500 man) en een ander vrijwel geheel vernietigd) en een Emigrantenlegertje van Rohan, 220 man sterk waarvan er slechts 190 overbleven (28 waren krijgsgevangen genomen).Deze werden in Ravestein door een militaire rechtbank ter dood veroordeeld en dit werd voltrokken. Bron: Slag bij Puiflijk van G-J Derksen. Het Land van Maas en Waal was spoedig vrijwel geheel in Franse handen. Die avond plunderden geallieerde troepen Neerbosch en Hees. Dezelfde dag was Kleef door de Fransen veroverd. Op 20 oktober waren er schermutselingen op de heide bij Wijchen en de bloemenbergen bij Zyfflich, terwijl de Fransen Tiel beschoten en de verbinding tussen Grave en Nijmegen verbraken. Grave werd volledig ingesloten door de Fransen, maar nog niet aangevallen, omdat zij eerst Nijmegen wilden veroveren. Als vestingstad was Grave veel moeilijker in te nemen en zij hield het uiteindelijk vol tot 30 december, nadat zware Franse bombardementen haar goeddeels kapotgeschoten hadden.

### Gevechten tussen voorposten
Op 21 oktober vroeg de Hannoverse generaal Wallmoden 's ochtends aan de magistraat of Nijmegen genoeg proviand had om een beleg te doorstaan; het twijfelende antwoord dat hij kreeg deed hem concluderen dat de stad ontruimd moest worden. Ondertussen waren de Fransen bij Neerbosch, terwijl de Engelsen hun voorposten hadden ingetrokken. Vanuit Den Haag verordonneerde de stadhouder om Nijmegen niet tegen de Fransen te verdedigen en men begon de stad te ontruimen. Op 22 oktober werd er tussen 2 en 6 uur heftig gevochten tussen voorposten, aan geallieerde zijde vielen er minstens 80 doden. De Fransen naderden de stad tot op een kwartier, maar trokken zich toen weer terug. Op 23 oktober waren er 's morgens rond 7 uur en in de namiddag schermutselingen. De Franse hoofdmacht bevond zich in Wijchen, in Nijmegen werden steeds meer troepen gelegerd, onder andere in de roomse kerken. Op 24 en 25 oktober werd de stad in opperste staat van paraatheid gebracht, terwijl er voedselschaarste begon te ontstaan binnen de stad en geallieerde troepen de omgeving bleven plunderen. Een Franse aanval bij Hees werd afgeslagen. De schipbrug over de Waal werd gevuld met brandstoffen om deze in geval van nood snel over te steken en achter zich te verbranden opdat de Fransen deze niet zouden kunnen gebruiken. De Fransen probeerden ondertussen de schipburg vergeefs kapot te schieten voordat de geallieerden het zouden kunnen gebruiken voor een terugtrekking. Op 26 oktober werd er slag geleverd bij de Pelmolen met een onbekend aantal slachtoffers. De Emigranten van Dumas verlieten de stad richting Zutphen.

### De belegering begint

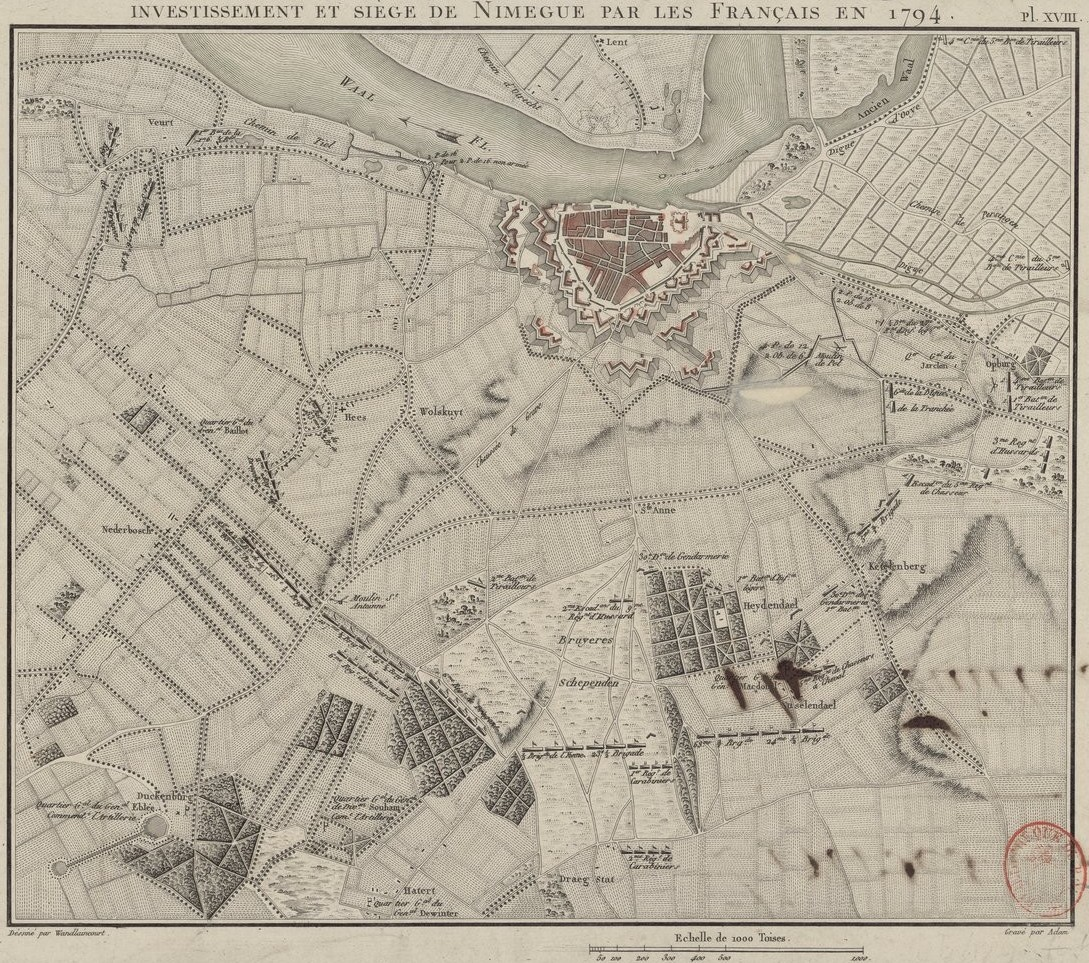
Plattegrond van Nijmegen tijdens het beleg.

Op 27 oktober werd er om half 1 voor het eerst volop geschoten door de kanonnen op de Nijmeegse stadsmuren en het Franse leger schoot ook rechtstreeks terug. Uit voorzorg zijn enkele huizen in Hees om 6 uur in brand gestoken opdat de Fransen zich daar niet zouden kunnen verschansen. In Ooij zetten de Fransen ook batterijen op; geallieerde bombardementen vanaf de Bemmelsedijk probeerden dit vergeefs te voorkomen. Naar verluidt zouden alle geallieerde voorposten zijn ontruimd of door Fransen veroverd en er veel geallieerden krijgsgevangen zijn genomen. De prins van Oranje kwam op 28 oktober terug op zijn eerdere besluit en liet weten dat hij Nijmegen te veel beminde om haar zomaar aan de vijand over te geven. Hulst, die zich in zijn verslag licht Fransgezind toonde, noemde het besluit van de stadhouder om de stad te wagen aan een belegering 'onzinnig' door het gebrek aan voorraden en beweerde dat de burgerij liever snel wilde capituleren. Ook generaal Wallmoden zou opnieuw opdracht hebben gegeven om de stad te ontruimen en deze zelf hebben verlaten. De goed beschutte Franse batterijen in Ooij waren moeilijk te raken, maar schoten zelf effectief terug op de oostmuur. Aan de andere zijden bleef het stil. Ondertussen werd het gebrek aan brandstoffen en meel steeds groter en begonnen soldaten met geweld voedsel te eisen van burgers.
Van 29 oktober tot 1 november vielen de Fransen niet aan, maar bereidden tijdens het steeds kouder wordende weer zorgvuldig een langdurig beleg voor door loopgraven en batterijen aan te leggen. De verdedigers schoten wel met kanonnen op hen, maar zonder veel resultaat. Enkele huizen in Hees werden vanaf de wallen in brand geschoten. Verschillende hoge geallieerde legerleiders vertoonden zich in de stad en overlegden wat men moest doen. Er werd geopperd op de stad uit de vallen en te proberen de Franse voorbereidingen te frustreren. Er werd slechts een enkele uitval gedaan naar een Franse batterij op de Hunnerberg met 300 Engelse en 200 Hannoverse soldaten, die echter werd teruggeslagen met 100 man verlies. Ondertussen werd de houtschaarste in de stad groter en van alles in brand gestoken om het warm te houden. Op 2 november bleven de geallieerden vrijwel onafgebroken schieten op de zich langzaam dichterbij gravende Fransen, die niet terugschoten. Die avond en nacht zouden 3000 man met legerwagens en paarden de rivier zijn overgestoken om de stad te ontruimen. 's Nachts hadden Hannoverse troepen een uitval gedaan en de Franse loopgraven bereikt, waar zij echter niet meer lijken te hebben bereikt dan het stelen van enkele spades, terwijl zij 60 doden en 40 gewonden opliepen. De volgende dag werd de evacuatie voortgezet. Tal van bommen, kogels en houwitsers werden in de rivier gegooid opdat het niet in Franse handen zou vallen. Ook werd 500 ton meel van boord gegooid, waarvan hongerige burgers er veel weer uitgevist hebben voor eigen gebruik. De situatie sloeg om toen de drie prinsen van Oranje vanuit Arnhem aankwamen in de namiddag en met de andere legerleiders in overleg gingen. De uitkomst hiervan lijkt te zijn geweest om de ontruiming te staken en het beleg voort te zetten, want er werd plek vrijgemaakt voor 3600 nieuwe Hollandse en Engelse soldaten die later die avond arriveerden. Vanaf de wallen bleef men de Fransen beschieten, die nog steeds onverstoorbaar doorgroeven zonder terug te vuren.
De artillerie op de muren werd op 4 november verder versterkt. Munitie die al veel eerder in de Waal was gedumpt, werd weer opgedoken om gebruikt te worden. De vergevorderde loopgraven werden tijdens een grootscheepse Engelse uitval overvallen en de eerste en tweede linie met succes veroverd, veel gereedschap buitgemaakt en krijgsgevangenen genomen. Bij de derde linie ontmoetten zij echter zeer fel Frans tegenvuur van kanonnen en musketten en leden grote verliezen, waarop zij in grote wanorde terug naar de stad vluchtten. Een groot aantal Schotten die de Hunnerberg probeerde te beklimmen werd door Franse jagers neergeschoten tot zij ontzet werden door een Hannovers bataljon dat hen terug escorteerde naar de stad. Op 5 november was het opnieuw relatief rustig; er werden nog meer geallieerde troepen en stukken geschut in Nijmegen gelegerd en iets minder heftig geschoten dan de dag ervoor, terwijl de Fransen het graafwerk hervatten en extra bewaking in de loopgraven had gezet tegen een eventuele nieuwe uitval. De hertog van York, commandant van de Britse troepen, plande een tegenoffensief met Oostenrijkse assistentie om Nijmegen te ontzetten. Dit werd echter afgeblazen toen het Hannoverse contingent ervan afzag. De Engelse troepen begonnen de stad te verlaten op bevel van York, die werd teruggeroepen naar Engeland en vervangen door William Harcourt.

### Het Franse bombardement

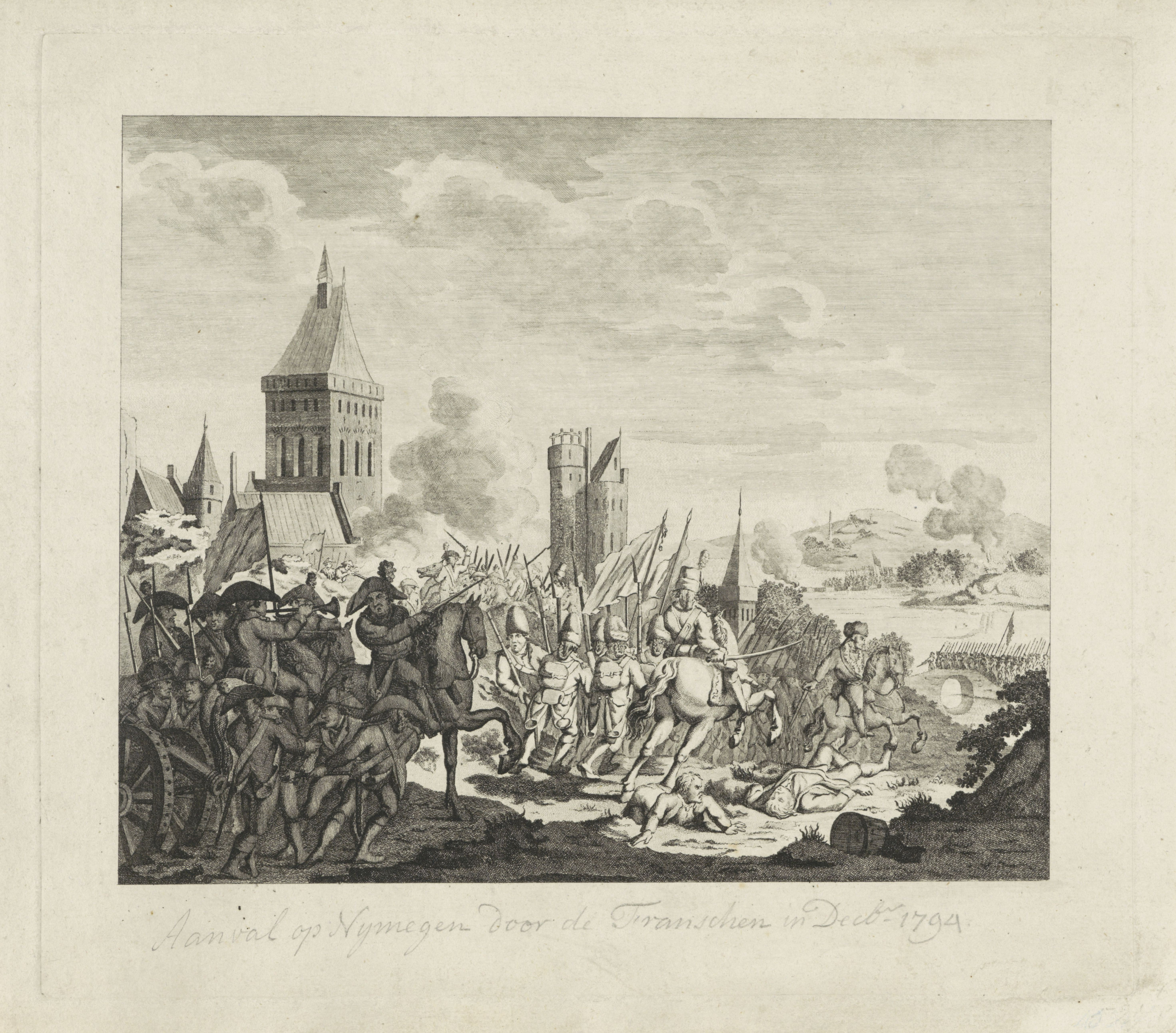
De Franse troepen banen zich een weg de stad in, door de Molenpoort

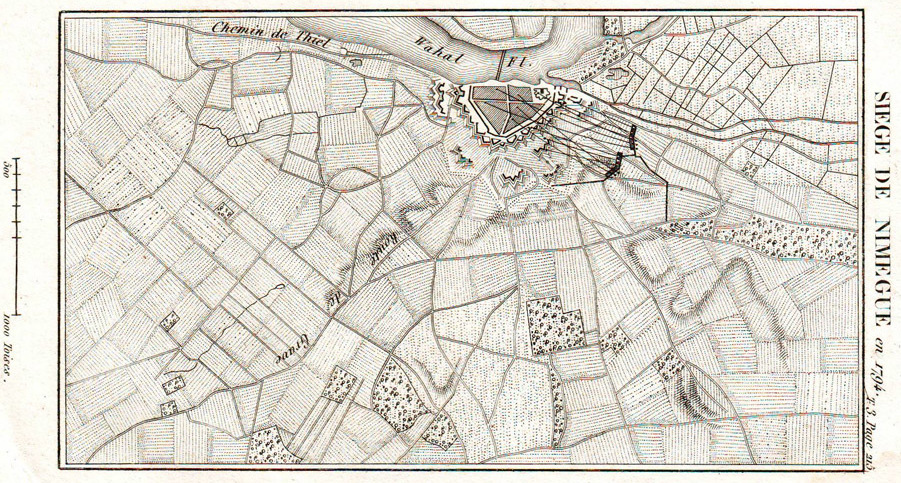
Deze kaart toont de Franse loopgraven en batterijen op de Hunnerberg en hun schietrichting.

In de ochtend van 6 november verzekerde de stadhouder de bevolking opnieuw de stad te zullen verdedigen en beloofde haar zelfs binnen drie dagen te ontzetten zodra de nodige versterkingen waren aangekomen. Die namiddag waren de Franse graafwerken voltooid en rond 7 of 8 uur begonnen zij met zware howitserbombardementen. De inslagen veroorzaakten grote paniek in de stad; de meeste burgers vluchtten naar hun kelders voor dekking. Hollandse troepen deden wanhopige uitvallen, maar ten koste van meer manschappen aan eigen zijde dan zij de Fransen konden toebrengen. De schipbrug werd beschadigd, maar door timmerlieden te midden van de beschietingen hersteld. 's Avonds verlieten verscheidene Engelse bataljons de stad en het merendeel van de Engelse en Hannoverse cavalerie, alsmede enkele artillerie-eenheden. Tientallen Engelse soldaten maakten zich schuldig aan het plunderen van huizen om zo veel mogelijk spullen mee te nemen naar de overkant, maar Hollandse soldaten en gewapende burgers wisten zo'n 50 plunderaars te vatten, terwijl er een stuk of 16 tot 20 tijdens het plunderen ter plaatse waren gedood.
Om 9 uur 's ochtends op 7 november verlieten de Emigranten van Damas Nijmegen. De houwitserbeschietingen, die 's nachts wat rustiger waren, werden overdag in alle hevigheid hervat. Opnieuw werden er Engelse plunderaars opgepakt. Tussen 1 en 3 uur woedde er een moeilijk blusbare brand in de Hertogsteeg; water was lastig verkrijgbaar en de mensen waagden zich liever niet op straat. Om 4 uur vatte de Broederkerk vlam, die verschillende omliggende huizen aanstak, aangewakkerd door de wind. Pas nadat de toren was ingestort, kon het vuur uiteindelijk rond 11 uur worden geblust. Een nieuwe brand in de Hertogsteeg liet zich echter niet bedwingen en verschillende woningen veranderden volledig in as. De Gemeente vergaderde om 7 uur, maar de meeste regenten waren de stad al ontvlucht.
Na middernacht begonnen de resterende Engelse, Hannoverse en Hessische troepen dan toch definitief te evacueren. De schipbrug werd hevig bestookt door de Franse houwitsers, terwijl de geallieerden hem zo snel mogelijk probeerden over te steken naar Lent. Zodra de Engelsen echter rond 1 of 2 uur 's nachts aan de overkant waren, staken zij de brug in de fik en beletten daarmee de overgebleven Hollandse regimenten de aftocht. Bij het zien van brandende brug en bemerkende dat de verdedigers steeds minder terugschoten, concludeerden de Fransen dat de stad nagenoeg ontruimd moest zijn. Enkele honderden troepen werden op verkenning uitgezonden om de bezetting van de werken te bekijken. Ze beklommen de muren, kwamen zonder tegenstand in de stad en openden de Hesepoort, Molenpoort en Hertogsteegsepoort. Hierna werd de hoofdmacht geïnformeerd. De troepen begonnen zich omstreeks 4 uur door de stad te verspreiden, om strategische punten te bezetten. Van de andere kant kwam kapitein Reine (een Nederlandse patriot) naar de Hunnerpoort om in naam van de Franse Republiek de toegang te vorderen. Dit werd door de magistraat toegezegd en de Fransen namen de poort over. De in de stad overgebleven Staatse troepen die niet konden vluchten vanwege de brandende schipbrug, werden krijgsgevangen genomen. Uiteindelijk werd de capitulatie opgesteld door de Hollandse officier Sanders van Wel in de Molenstraat, die spoedig door generaal Souham werd ondertekend. Zo viel Nijmegen op 8 november in Franse handen.
Hulst meldde dat de Franse troepen zeer gedisciplineerd waren en zich niet te buiten gingen aan plunderingen, maar vrolijk en zingend over straat liepen en de burgers groetten. Het dreigde even fout te gaan toen nietsvermoedende winkeliers Hollandse guldens 1 op 1 begonnen te ruilen tegen de sterk ontwaarde Franse assignaten. De legerleiding beval hierop alle winkels te voorlopig sluiten, om de kooplieden voor economische schade te behoeden. De krijgsgevangen soldaten werden nog dezelfde dag ontwapend en in volle krijgseer met slaande trom naar Ravenstein geëscorteerd. Engelse troepen bleven nog een tijdlang Knodsenburg bezetten aan de overkant van de Waal en op de stad schieten, zonder veel resultaat, maar wel de Fransen voorlopig effectief op afstand houdend.

## Nasleep
Met de verovering van Nijmegen had de Franse Republiek de Rijn en de Waal bereikt, die als de 'natuurlijke grens' van Frankrijk werd beschouwd en die men de afgelopen revolutionaire jaren had trachten te bemachtigen. Daendels drong echter aan op het bevrijden van de rest van de Republiek, waar de patriotten zich steeds openlijker gingen roeren en het vertrek van de orangisten eisten. Uiteindelijk gaven voedseltekorten de doorslag om de opmars voort te zetten. Op 10 januari stak Pichegru de bevroren Waal over, waarna weinig strijd meer hoefde te worden geleverd in de rest van het land: op 16 januari gaf de provincie Utrecht zich over, in de nacht van 18 op 19 januari vond een geweldloze Bataafse revolutie plaats in Amsterdam en werd de Bataafse Republiek uitgeroepen, terwijl veel orangisten samen met de stadhouder naar Engeland vluchtten. In andere steden voltrokken zich gelijkaardige omwentelingen waarbij de patriotten het bestuur overnamen.
Bij onderhandelingen in het voorjaar van 1795 tussen de Franse regering en het nieuwe revolutionaire Bataafse bewind werd besproken welke gebieden door Frankrijk zouden worden geannexeerd: Parijs drong aan op de Waal als grens tussen de beide republieken, maar de Bataven vonden dat een te hoge prijs voor de bevolking die zich goeddeels zelf bevrijd had en vriendschappelijke banden met de Fransen wilde onderhouden. Bij het Haags Verdrag op 16 mei werd besloten dat alleen Staats-Vlaanderen, Staats-Overmaas en Staats-Opper-Gelre Frans werden; Nijmegen werd onderdeel van de Bataafse Republiek, maar de opsplitsing van Gelre maakte dat de stad werd ingedeeld bij het Departement van de Dommel en haar status als hoofdstad verloor aan 's-Hertogenbosch.
De Valkhofburcht moet tijdens de slag zijn beschadigd, maar onduidelijk is in hoeverre. Twee jaar later is de burcht bijna helemaal afgebroken, ondanks protesten hiertegen vanuit de bevolking. Vandaag de dag resteren alleen nog de Barbarossa-ruïne en de Sint-Nicolaaskapel.